# NGC 2066
NGC 2066 (również ESO 57-SC3) – gromada otwarta znajdująca się w gwiazdozbiorze Góry Stołowej. Należy do Wielkiego Obłoku Magellana. Odkrył ją John Herschel 12 listopada 1836 roku.